# Tête des Immerlins
La tête des Immerlins est un sommet du massif des Vosges culminant à 1 216 mètres d'altitude, entre les communes du Bonhomme et d'Orbey dans le Haut-Rhin, en France.

## Toponymie
Le sommet est attesté sous le nom signal de Zimmerlin sur la carte d'état-major.

## Géographie
La montagne, située entre la Petite tête des Immerlins et la tête des Faux, a un sous-sol constitué de granite à grain fin à deux micas.

## Histoire
Une ancienne chaume existait à la chaume Thiriet, mais elle est depuis envahie par la bruyère ; elle abritait autrefois une habitation. Le sommet fut également le théâtre de violents combats durant la Première Guerre mondiale et servait de lieu d'observation pour les forces armées françaises.

## Randonnée
Le sentier de grande randonnée 532 y passe. En outre, un circuit de randonnée en fait le tour.